# Ndenga
Ndenga est une localité et une  commune rurale de la préfecture de Nana-Grébizi, en République centrafricaine. Elle s’étend au sud de la ville de Kaga-Bandoro.

## Géographie
La commune de Ndenga est située au sud de la préfecture de la Nana-Grébizi. La plupart des villages sont localisés sur l’axe Dékoa – Kaga-Bandoro – Mbrès, route nationale RN8. 
| Botto  | Kaga-Bandoro | Grivaï-Pamia |
| Ouassi | Ndenga       | Mbrès        |
| Dékoa  | Tilo         | Mala         |

## Villages
Les villages principaux sont : Dissikou, Somboké, Badia, Dengueno, Ndenga, Kako, Doukouma, Kanga.
Située en zone rurale, la commune compte 44 villages recensés en 2003 : Badia (1,2,3), Bayere, Bomandja, Bomatara, Brouilli, Dengueno 1, Dengueno 2, Dere 1, Dere 2, Dere 3, Dere Karoua, Dissikou 1, Dissikou 2, Dissikou 3, Domodo (1 et 2), Doukouma, Faya 1, Faya 2, Gazao, Kako (1,2,3), Kanda (1 et 2), Kanga, Kodibon, Kpakaya, Kpetene, Kpopo 1, Kpopo 2, Mbata, Mbiti, Mengue, Bokoin, Mengue-Bokengue, Ndenga (1,2,3), Ngobo, Ngouvota (1,2), Nguenguele (1 et 2), Pimbi Kassai, Sabayanga 1, Sabayanga 2, Samba Bokengue, Scia, Somboke, Vremai, Yagarandji, Zam-Ali (1,2,3).

## Éducation
La commune compte 14 écoles publiques : à Gazao, Doukouma, Bagaza-Kako, Bagaza-Kako 2, Ndenga 3, Kpakaya, Ndomété, Vremaï, Badia, Zam-Ali, Bayiri-Ousmane, Mbiti-Bamala, Somboké et Dissikou.

## Santé
La commune est située dans la préfecture sanitaire de Nana-Grébizi, l’hôpital préfectoral se trouve à Kaga-Bandoro. Elle dispose d'un poste de santé à Ndenga.